# Maestro dei Polittici Crivelleschi
Maestro dei Polittici Crivelleschi (XV secolo) è stato un pittore italiano.

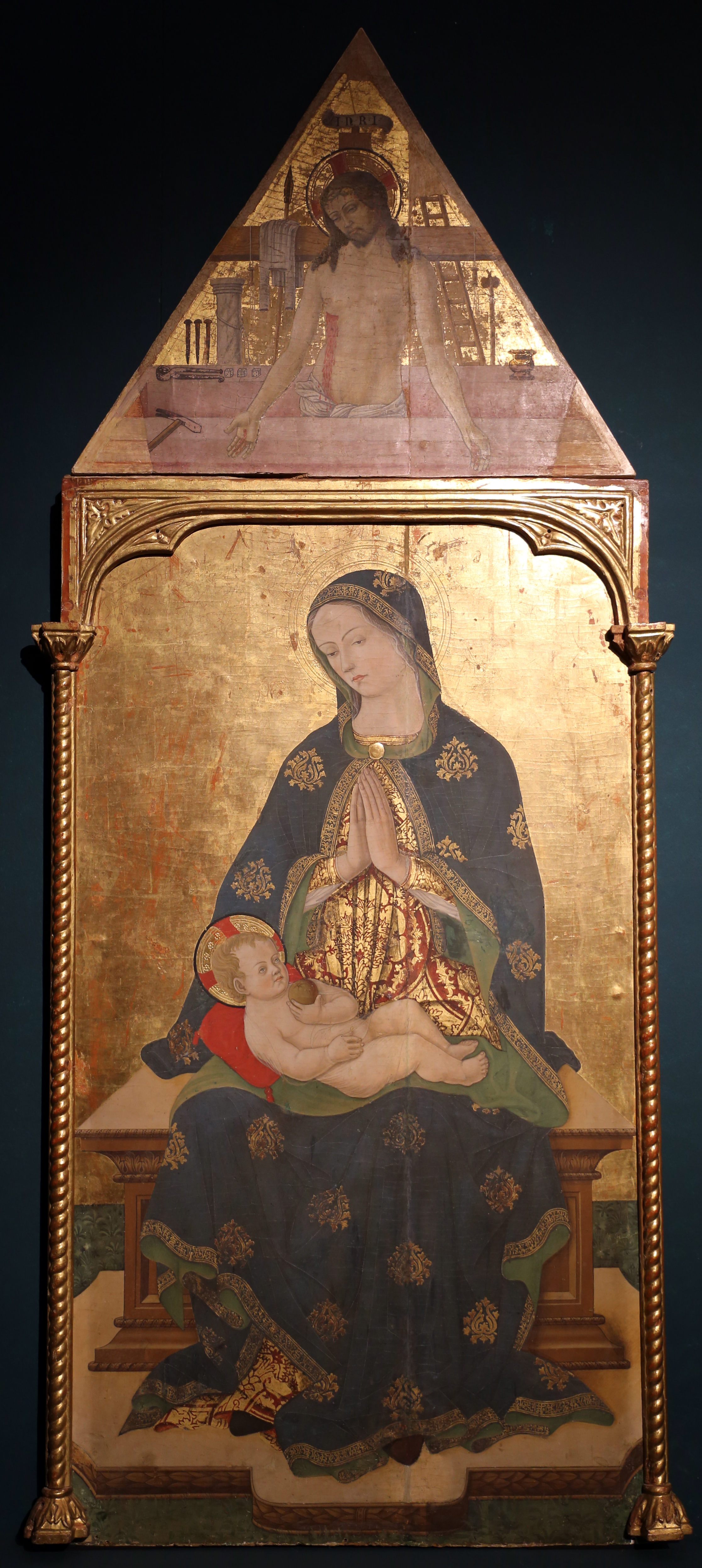
Madonna in trono col Bambino e Cristo in pietà, 1489, dal convento di Santa Maria del Paradiso a Tocco da Casauria (L'Aquila, Museo nazionale d'Abruzzo)

È l'unico pittore crivellesco attivo in Abruzzo e probabilmente anche nativo di questa regione.
Attivo nel XV secolo, grande fortuna riscosse soprattutto nelle grandi città abruzzesi ed è aggiunto nella categoria dei pittori principali attivi prima di Andrea De Litio.
E il Maestro crivellesco ha anche alcune affinità stilistiche col De Litio e si è pensato che il pittore avesse ammirato le opere del crivellesco.
Il nome del pittore deriva dal fatto che di lui possediamo solo polittici o parti di essi.
Un'opera, datata 1489 e successiva alla morte di Andrea De Litio, fa pensare che il pittore, con la venuta del pittore marsicano abbia perso la sua notorietà, ma sia ritornato uno dei "preferiti" dopo la morte. Per l'identificazione sono stati fatti i nomi di Matteo o Giacomo da Campli.

## Opere maggiori

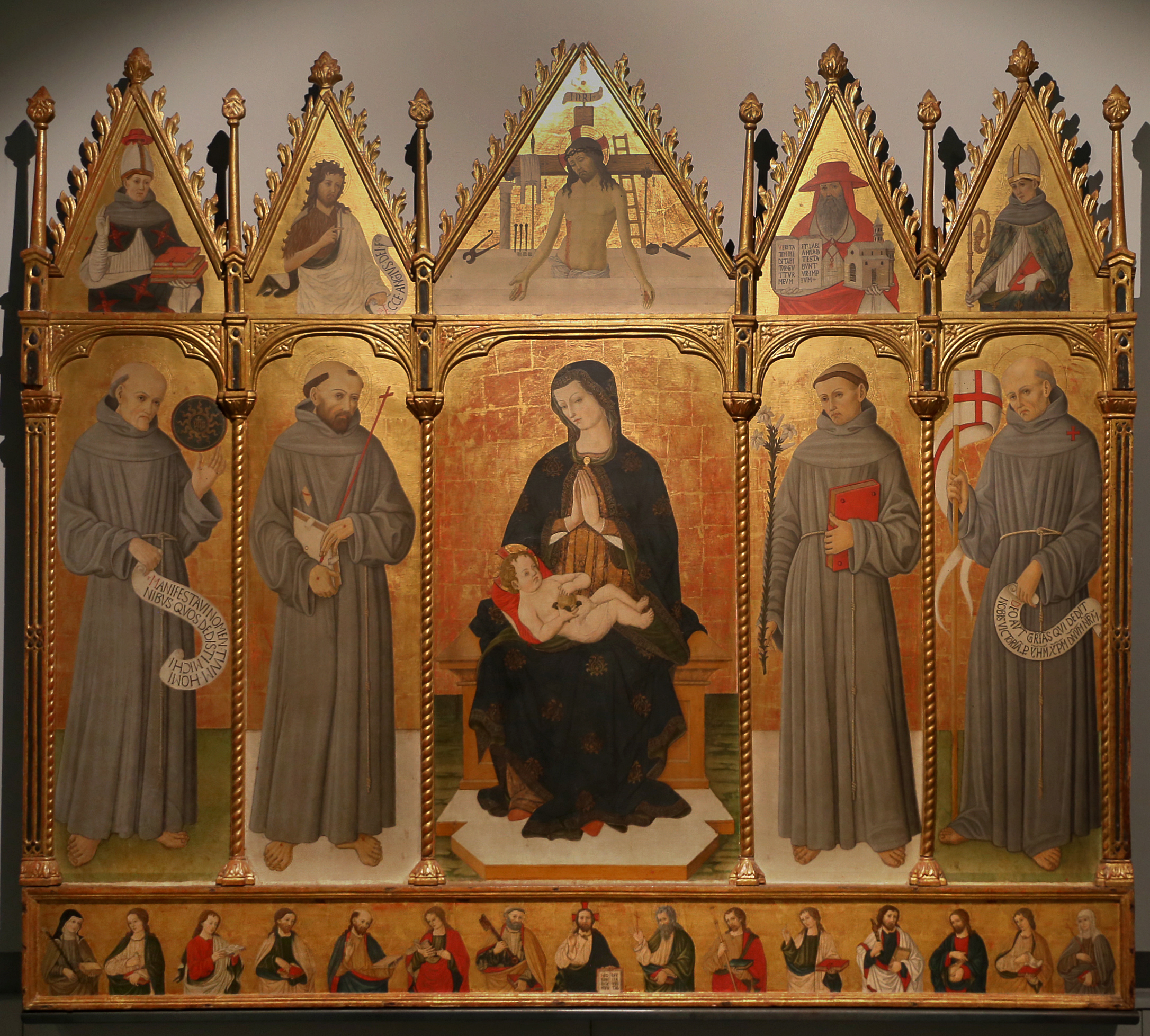
Polittico del Cristo in pietà con la Madonna col Bambino fra Santi, dal convento di Santa Maria del Paradiso a Tocco da Casauria (MUNDA, L'Aquila)

- Madonna con Bambino a sfondo dorato, dal convento di Santa Maria del Paradiso a Tocco da Casauria [1489] (polittico smembrato dal titolo "Cristo in pietà"), (Museo Nazionale d'Abruzzo, L'Aquila)
- Madonna adorante con Bambino, in trono rosa e tabernacolo dorato, dal convento di San Giuliano a L'Aquila, Museo Nazionale d'Abruzzo (L'Aquila)
- San Francesco, dal polittico smembrato del "Cristo in pietà" dell'ex convento di Santa Maria del Paradiso di Tocco da Casauria, (Museo Nazionale d'Abruzzo, L'Aquila)
- Polittico della Madonna col Bambino tra San Michele, San Marco evangelista, San Francesco d'Assisi e San Giovanni di Capestrano, dal convento di San Francesco di Capestrano, (Museo Nazionale d'Abruzzo, L'Aquila)
- Madonna con Bambino detta Madonna del Cardello[1], dalla chiesa di San Francesco di Caramanico Terme - palazzo comunale di Caramanico, dopo il restauro del 2018
- Polittico frammentato con ritratti San Giovanni battista, San Marco e San Bernardino da Siena che scrive la Regola, dal convento di Santa Maria del Paradiso a Tocco da Casauria (Museo Nazionale d'Abruzzo, L'Aquila)
- Dittico di San Bartolomeo apostolo e San Sebastiano (Pinacoteca Civica, Teramo)
- Tempere su tavola cuspidata separate di un dittico del 1489 raffiguranti una San Giovanni Battista e San Bernardino da Siena (nella parte cuspidata), l'altra San Girolamo e San Giovanni da Capestrano (nella parte cuspidata) (Museo d'arte "Costantino Barbella", Chieti)
- Tempera su tavola "Madonna del Suffragio" (ultimo decennio del XV secolo), proveniente dalla chiesa di San Francesco a Chieti (Museo d'arte "Costantino Barbella", Chieti)